# Willie Applegarth
Willie Applegarth, född 11 maj 1890 i Guisborough i North Yorkshire, död 5 december 1958 i Schenectady i New York, var en brittisk friidrottare.
Applegarth blev olympisk mästare på 4 x 100 meter vid sommarspelen 1912 i Stockholm.